# Beltershain
Beltershain is een plaats in de Duitse gemeente Grünberg (Hessen), deelstaat Hessen, en telt 638 inwoners (2007).